# Wulfhere d'York
Pour le roi de Mercie, voir Wulfhere de Mercie.
Wulfhere est un prélat anglais de la deuxième moitié du IXe siècle. Il est archevêque d'York de 854 à sa mort, survenue vers 900, peut-être en 892 ou en 893.

## Biographie
L'archiépiscopat de Wulfhere est marqué par l'arrivée de la Grande Armée, une force d'invasion viking qui s'empare de la ville d'York en 867 et place un pantin, Ecgberht, à la tête de la Northumbrie. L'archevêque semble avoir choisi de s'allier aux nouveaux arrivants : quelques années plus tard, en 872, il est contraint de s'enfuir lorsqu'une révolte éclate et chasse Ecgberht du pouvoir. Les deux exilés se réfugient auprès du roi Burgred de Mercie.
Si Ecgberht ne récupère jamais son trône, Wulfhere est rétabli à York dès l'année suivante. Une autre preuve des bonnes relations qu'il entretient avec les Danois apparaît à la mort du roi Guthfrith, en 895 : celui-ci est inhumé à York, dans l'église Saint-Pierre, ce qui laisse à penser qu'il s'était converti au christianisme, ou du moins qu'il était en bons termes avec le clergé local.